# Алый знак доблести
А́лый знак до́блести (англ. The Red Badge of Courage) — роман о Гражданской войне в США американского поэта, прозаика и журналиста Стивена Крейна, опубликованный в 1894—1895 годах. Часто называется первым реалистическим произведением США, хотя, например, Теодор Драйзер считал его «смесью романтизма с реализмом».

## Экранизации романа
- Алый знак доблести (фильм, 1951) — американская чёрно-белая драма режиссёра Джона Хьюстона. Номинация на премию BAFTA за лучший фильм (1952). В главной роли — Оди Мёрфи.
- Алый знак доблести (фильм, 1974) — американская телевизионная драма режиссёра Ли Филипса. Номинация на премию «Эдди» за лучший монтаж телефильма (1975). В главной роли — Ричард Томас.